# Камія Хідекі
Камія Хідекі (яп. 神谷 英樹, ромадзі: Kamiya Hideki, нар. 19 грудня 1970, Мацумото) - японський геймдизайнер, колишній працівник корпорації Capcom та Clover Studio. У даний час він працює у студії PlatinumGames з колишніми працівниками Clover Studio.

## Кар’єра

### Рання
Камія народився у 1970 році у місті Мацумото, префектура Наґано. Ще у дитинстві він був фанатом відеоігор, завдяки своєму сусідові, який часто запрошував Камію пограти разом на ігровій консолі Cassette Vision. За словами самого Камії, найбільше його приваблювали електронні звуки, які видавали відеоігри. Свою першу ігрову консоль, Nintendo Famicom, Камія придбав ще під час навчання у початковій школі. 
Читаючи інтерв'ю відомих творців ігор Міямото Сігеру та Ендо Масанобу з журналу Family Computer Magazine, Камія вирішив, що також стане розробником відеоігор.
У старшій школі, Камія придбав PC-8801 для вивчення програмування, але закінчив, граючи в ігри кожного дня. Він зазначив, що його улюбленими іграми, які найбільше вплинули на його власні роботи є Gradius, Castlevania, The Legend of Zelda: A Link to the Past та інші, популярні на той час ігри для консолей від Sega та Nintendo.
Після закінчення коледжу, Камія шукав роботу в різних видавництвах відеоігор. Йому відмовили у Sega, але прийняли у Namco Bandai. Проте, Namco більше були зацікавлені у його влаштуванні як художника, ніж ігрового дизайнера.

### Resident Evil
Камія приєднався до компанії Capcom як дизайнер у 1994 році. Його ранні роботи включали планування розробки гри Resident Evil.
Розробка Resident Evil 2 здійснювалася командою у 40-50 чоловік, що пізніше сформувалася у Capcom Production Studio 4. Камія був лідером цієї групи, яка складалася з нових працівників Capcom та більшої частини групи, яка працювала над першою частиною Resident Evil. На початкових стадіях розробки гри, продюсер Мікамі Сіндзі часто мав суперечки з Камією на творчі теми і пробував поширити свій вплив на команду, але згодом відступив від цих спроб і почав віддалено контролювати процес створення гри, тільки вимагаючи щомісячних звітів по процесу створення гри.

### Devil May Cry
Пізніше, Камія був директором проекту Devil May Cry. Ця гра планувалася як початкова версія Resident Evil 4 для PlayStation 2. На початку 2000 року, Суґімура Нобогу написав сюжет для гри, стараючися задовольнити вимоги Камії що-до нової «крутої гри у стилі action». Сюжет гри розгортався навколо таємниці тіла протагоніста Тоні, невразливої надлюдини, покращеної біотехнологіями. Згодом, Камія відчув, що персонаж не виглядає достатньо героїчно і сміливо, як для протагоніста. Щоб позбутися цього відчуття, Камія вирішив прибрати старе тло і закріплену камеру із Resident Evil і, натомість, використати динамічну камеру. У зв'язку з цим, команда розробників провела одинадцять днів у Великій Британії та Іспанії, фотографуючі готичні статуї, кам'яні бруківки та інші матеріали для текстур. Хоча розробники намагалися утримати «круту» тематику переписаної гри у стильових рамках Resident Evil, Мікамі поступово запевнив команду зробити гру незалежною від серії Resident Evil, відчувши, що гра надто сильно відхилилася від свого коріння у жанрі survival horror.

## Ігри за участю Камія Хідекі
| Назва гри                                             | Рік видання | Видавець          | Роль у створенні                    |
| ----------------------------------------------------- | ----------- | ----------------- | ----------------------------------- |
| Arthur to Astaroth no Nazomakaimura: Incredible Toons | 1996        | Capcom            | Планування                          |
| Resident Evil                                         | 1996        | Capcom            | Планування                          |
| Resident Evil 2                                       | 1998        | Capcom            | Керівник                            |
| Devil May Cry                                         | 2001        | Capcom            | Керівник                            |
| Resident Evil Zero                                    | 2002        | Capcom            | Оригінальний дизайн гри             |
| Viewtiful Joe                                         | 2003        | Capcom            | Керівник                            |
| Phoenix Wright: Ace Attorney: Trials and Tribulations | 2004        | Capcom            | Голос Годоту в японській версії гри |
| Viewtiful Joe 2                                       | 2004        | Capcom            | Сценарист                           |
| Viewtiful Joe 2: Double Trouble!                      | 2005        | Capcom            | Сценарист                           |
| Okami                                                 | 2006        | Capcom            | Керівник, сценарист                 |
| Bayonetta                                             | 2009        | Sega              | Керівник, сценарист                 |
| The Wonderful 101                                     | 2013        | Nintendo          | Керівник, сценарист                 |
| Bayonetta 2                                           | 2014        | Nintendo          | Супервайзер, сценарист              |
| Scalebound                                            | 2016        | Microsoft Studios | Керівник                            |